# Chiesa di Santiago (La Coruña)
La chiesa di Santiago (in galiziano Igrexa de Santiago) è un edificio religioso situato nel centro storico (Città Vecchia) della città di La Coruña, comune della regione autonoma della Galizia, in Spagna.

Il 18 agosto del 1972 venne dichiarata monumento di rilevanza storica e artistica nazionale.

## Storia
La chiesa di Santiago è la chiesa più antica della città e seconda nella lista dei vari monumenti di La Coruña, dopo la Torre di Hércules.

La sua costruzione, canonicamente orientata a ovest, ebbe inizio nella seconda metà del XII secolo in stile romanico, venendo poi rimaneggiata successivamente nei secoli XIV, XVI e XVIII a causa di vari incendi (l'ultimo avvenuto il primo aprile del 1779) sotto differenti influenze artistiche.

In tutti questi secoli la popolazione della Coruña ha preservato l'edificio come luogo della celebrazione liturgica della loro fede in Gesù Cristo risorto.

## Esterno

### Facciata principale (lato ovest)
La struttura della chiesa, e quindi anche la facciata principale con il corrispettivo ingresso, risultano in una posizione sopraelevata rispetto alla strada della città, che è in discesa. Per accedere alla facciata si salgono alcuni gradini che portano ad un atrio, utilizzato in passato come luogo di ritrovo del consiglio comunale della città.

Se il lato destro del portone risulta spoglio, il lato sinistro è caratterizzato da un arco a sesto acuto che ospita una tomba, mentre sopra di essa si possono notare due contrafforti che emergono dalla parete della facciata, che facevano parte dell'antico campanile della chiesa.

Al centro della facciata vi è il portone principale, caratterizzato ai lati da due statue in pietra scolpita che raffigurano i santi Santiago pellegrino e Giovanni apostolo ed evangelista.

Il portone è inserito in un arco a sesto acuto decorato da sculture di angeli avendo per chiave di volta un Cristo in Maestà, che poggia su tre colonne per lato decorate a loro volta da capitelli a motivi floreali e biblici.

Al centro del timpano dell'arco vi è un bassorilievo che raffigura San Santiago a cavallo, mentre negli archi interni vi sono scolpite le figure degli apostoli. A coronare la facciata vi è un rosone in pietra in stile romanico.

### Facciata sud
La facciata sud dell'edificio (lato a destra del portone principale) è caratterizzata dalla costruzione di tre cappelle addossate all'edificio: la cappella di San Xosé, edificata nel XVII secolo, la sagrestia, del XVI secolo e l'archivio parrocchiale, inserito nell'antica porta sud della chiesa, di stile gotico.

Le tre cappelle si affacciano su di un giardino che resta sopraelevato rispetto alla strada laterale alla chiesa, calle del Parrete.

A ridosso del lato sud vi è anche la torre campanaria, a pianta quadrata e caratterizzata dalla presenza di campane e un orologio. Di origine romanica, venne ricostruita nel XVII secolo in stile tardo erreriano.

### Facciata est
La facciata est corrisponde al retro della chiesa, dove si può esternamente ammirare la bellezza della torre campanaria e delle tre absidi romaniche, queste ultime caratterizzate da capitelli e sporgenze scolpite con varie figure che fanno parte dell'originaria struttura della prima edificazione della chiesa.

Ai piedi delle absidi vi è un piccolo giardino in pendenza, caratterizzato da rocce e arbusti, mentre al di sopra di esse vi è un rosone in pietra in stile gotico.

### Facciata Nord
La facciata nord dell'edificio (lato a sinistra del portone principale) è caratterizzata dal portone più antico della chiesa, che si conserva inalterato sin dalla sua prima edificazione, in stile romanico compostelano.

Caratterizzato da una struttura ad arco a tutto sesto, è decorato da una serie di archi scolpiti a motivi floreali, che incorniciano il bassorilievo centrale del timpano, che raffigura l'Agnus Dei.

L'ingresso del portone, di forma quadrata, è caratterizzato nella parte alta da due capitelli a sostegno dell'architrave scolpiti a teste di toro.

## Immagini a corredo

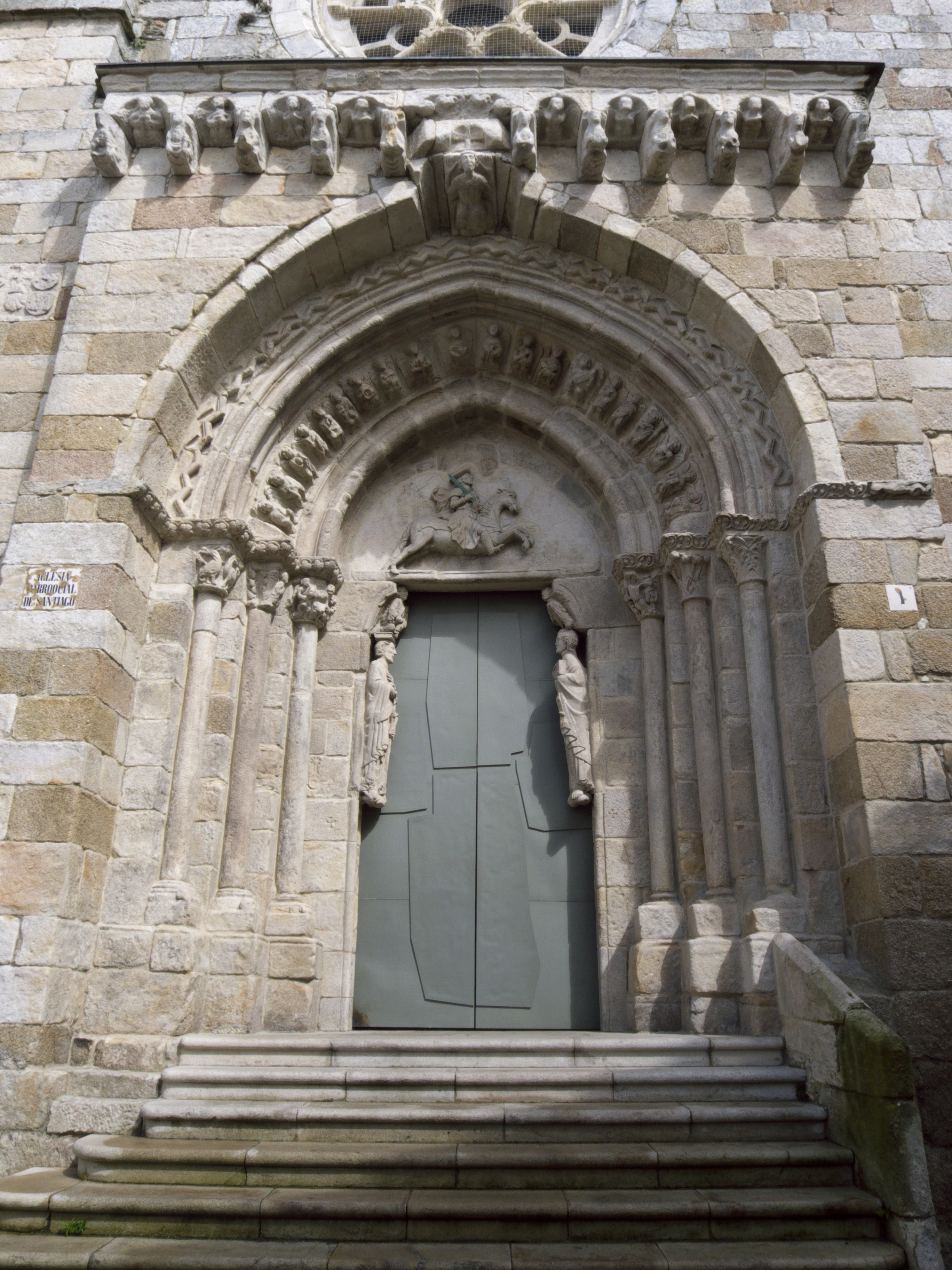
L'ingresso principale.
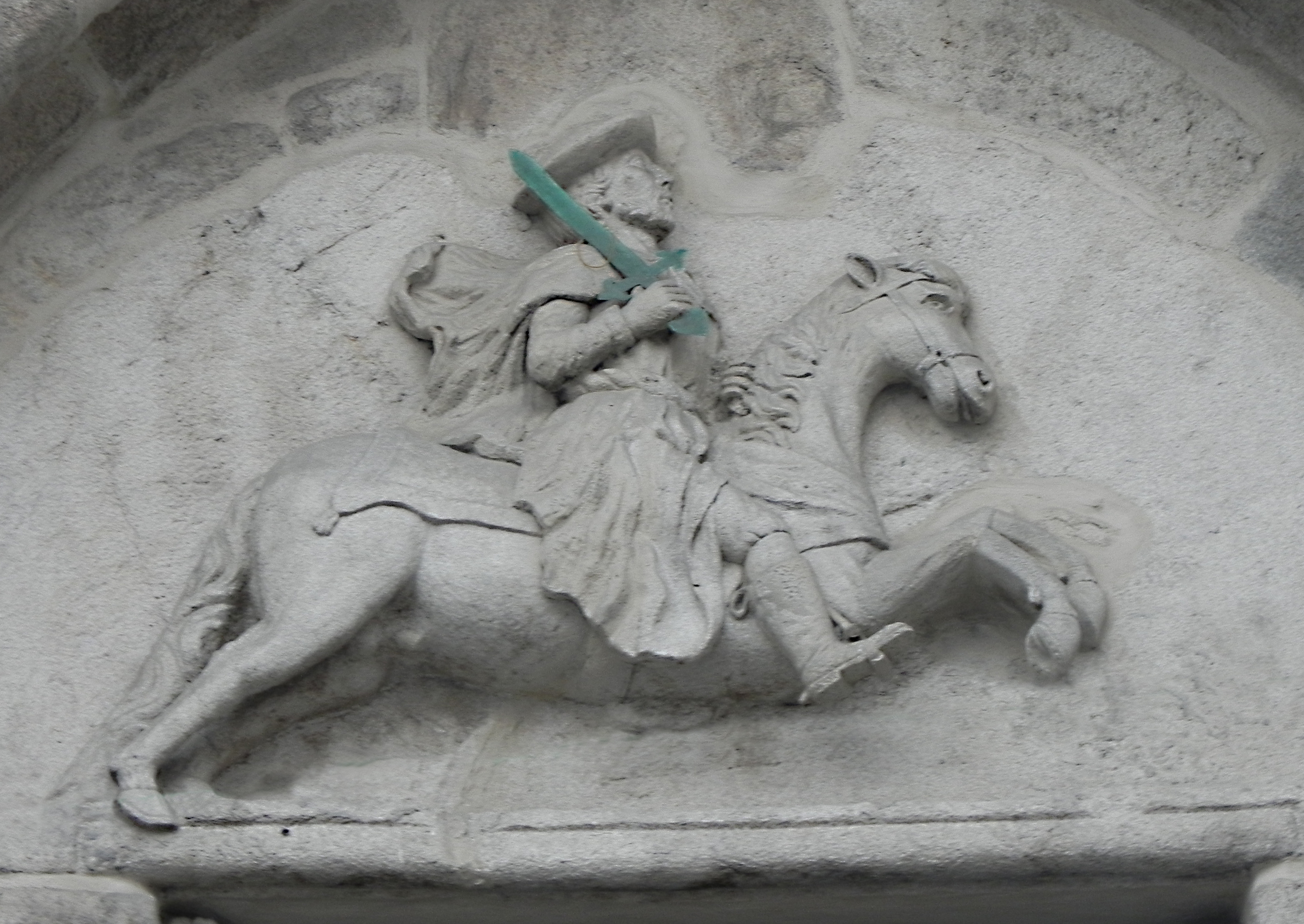
Dettaglio dell'ingresso principale con il bassorilievo di Santiago a cavallo.
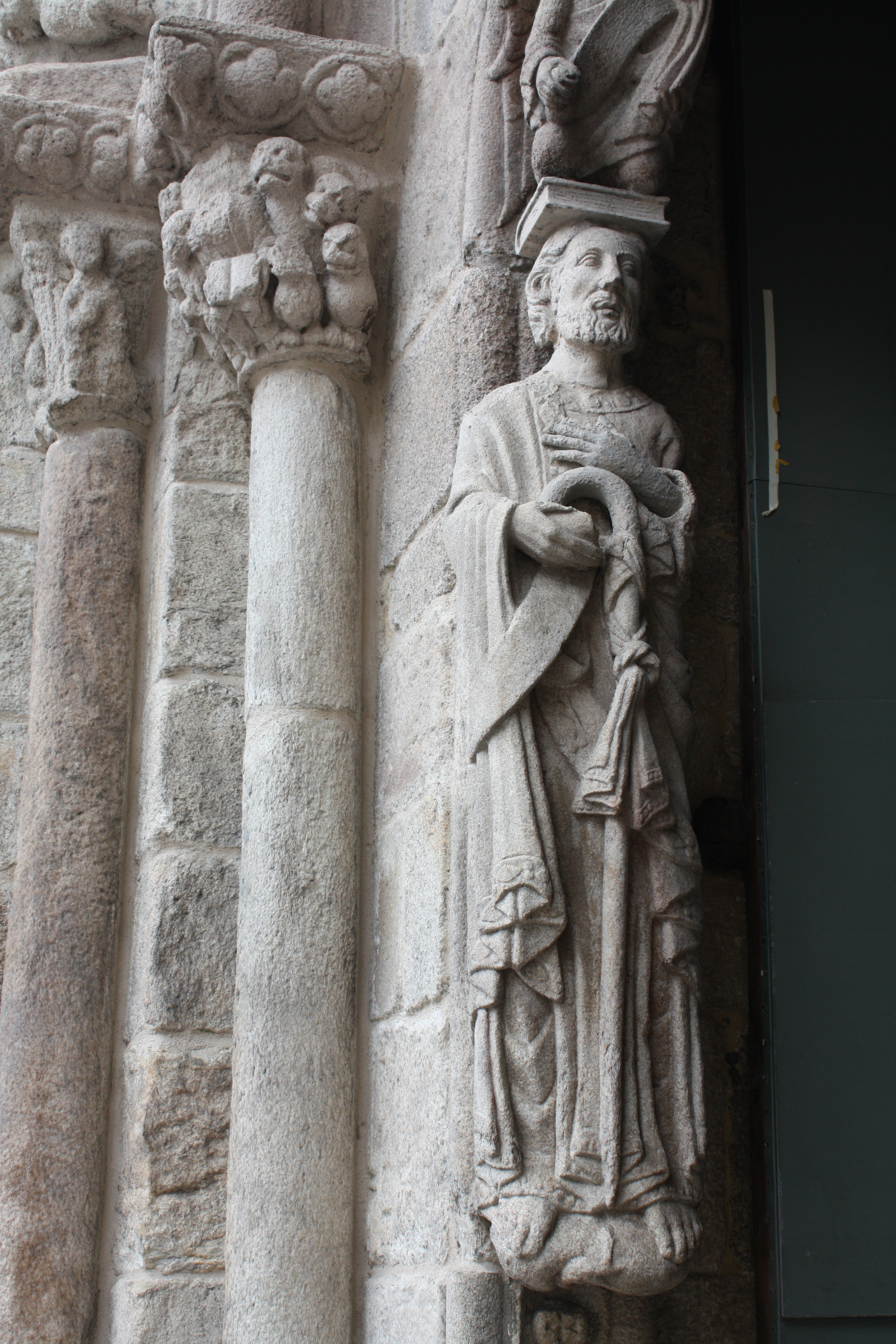
Dettaglio dell'ingresso principale con la statua di Santiago.
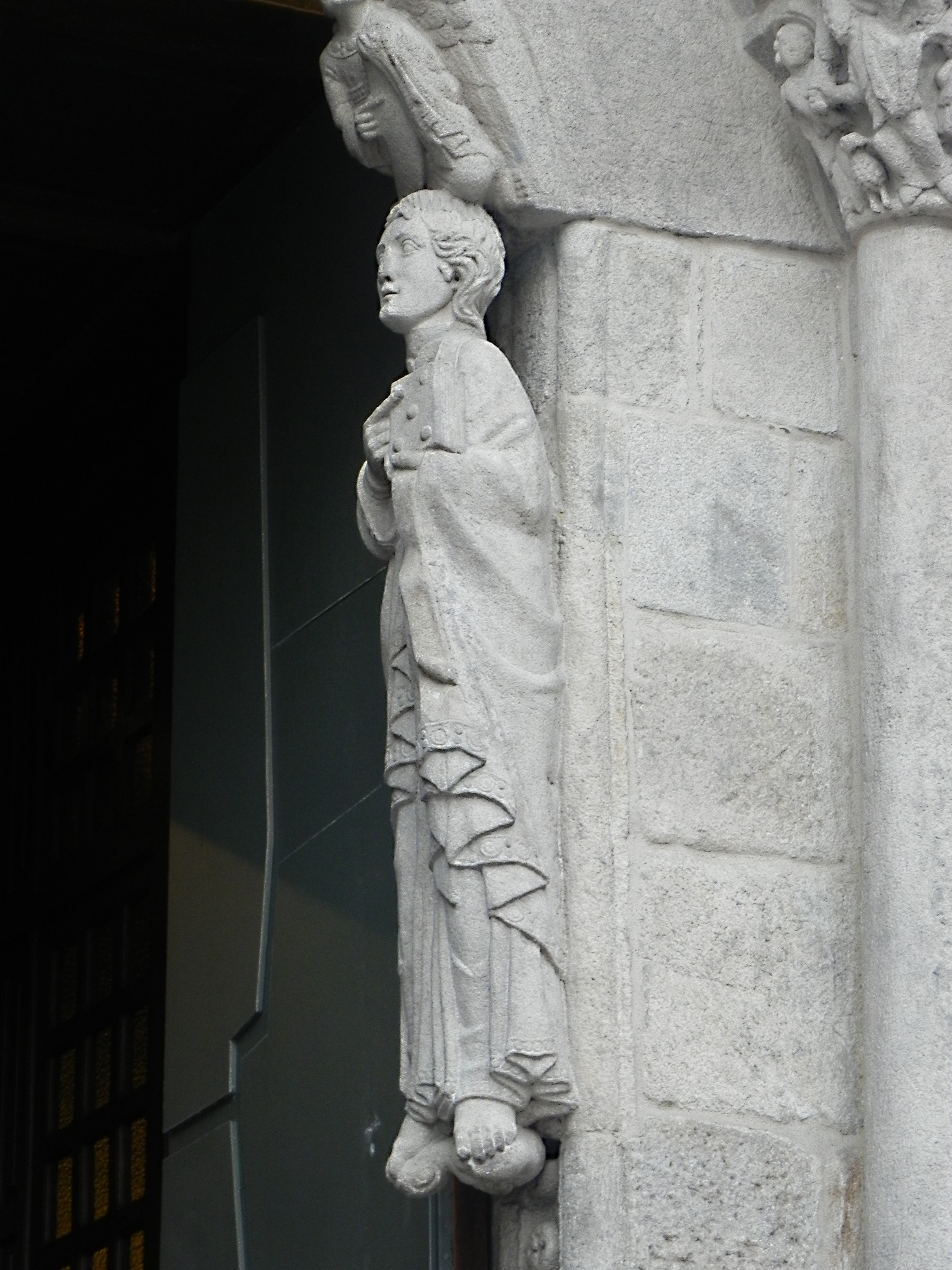
Dettaglio dell'ingresso principale con la statua di San Giovanni evangelista.
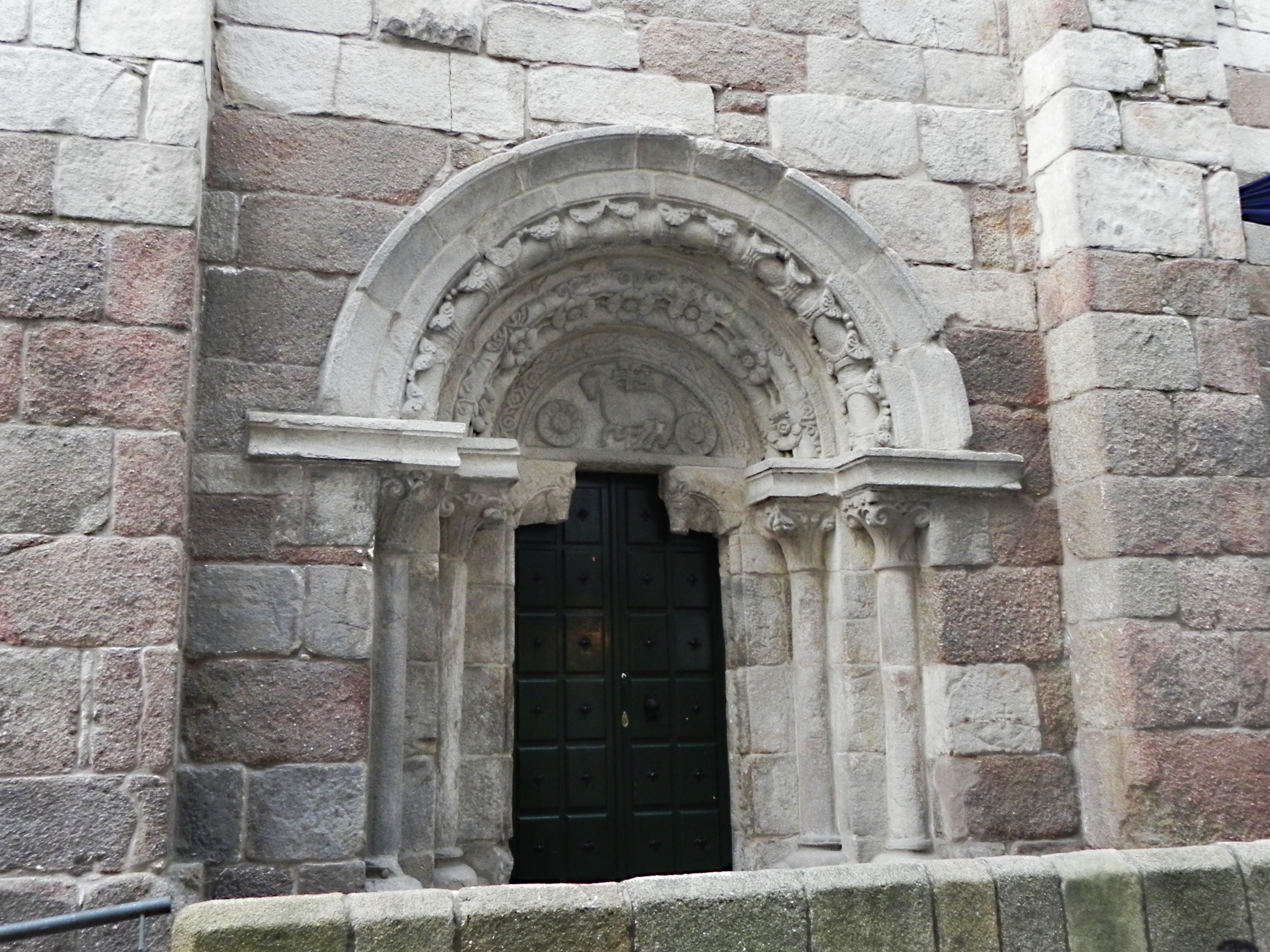
Il portone romanico dell'ingresso nord.
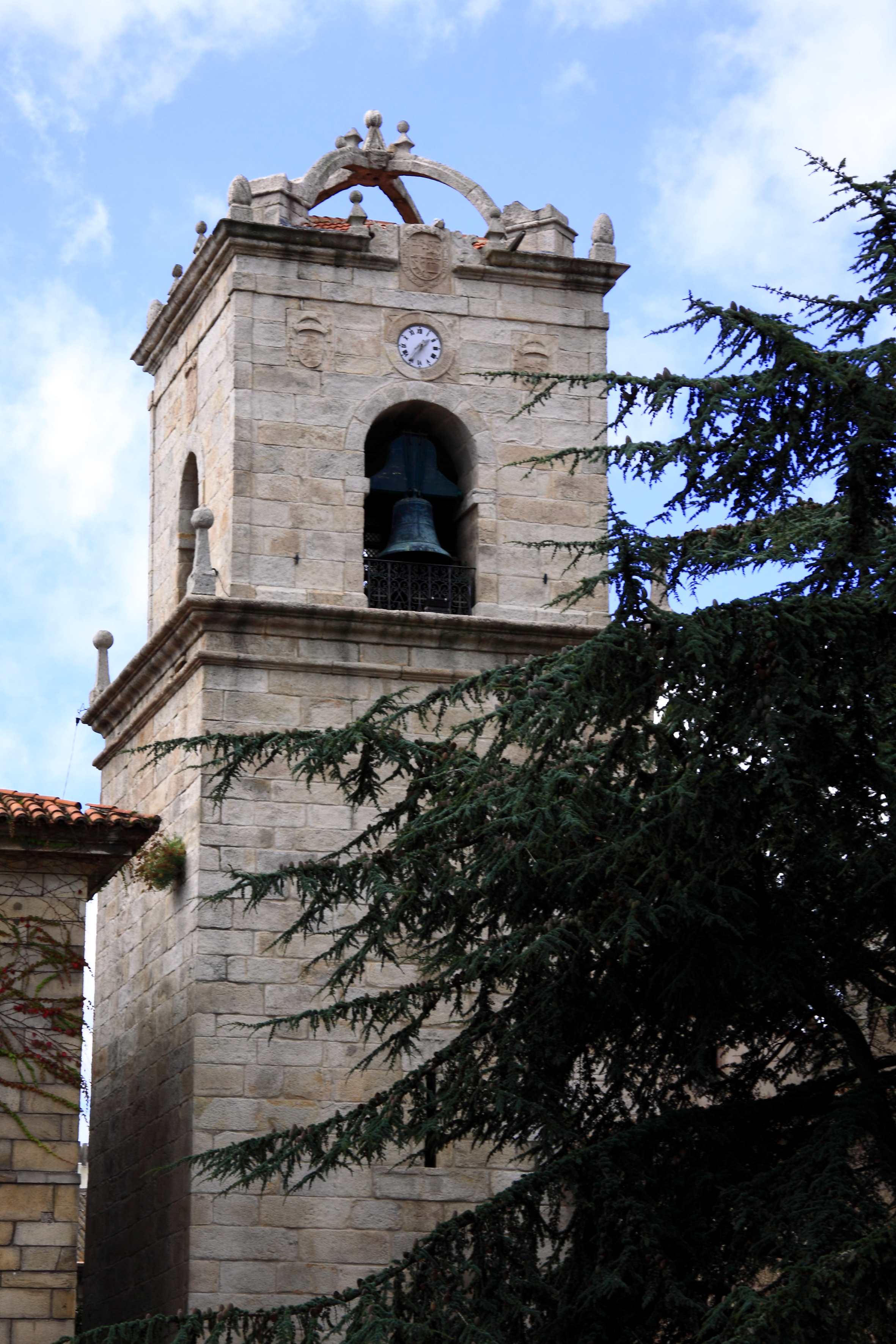
La torre campanaria.
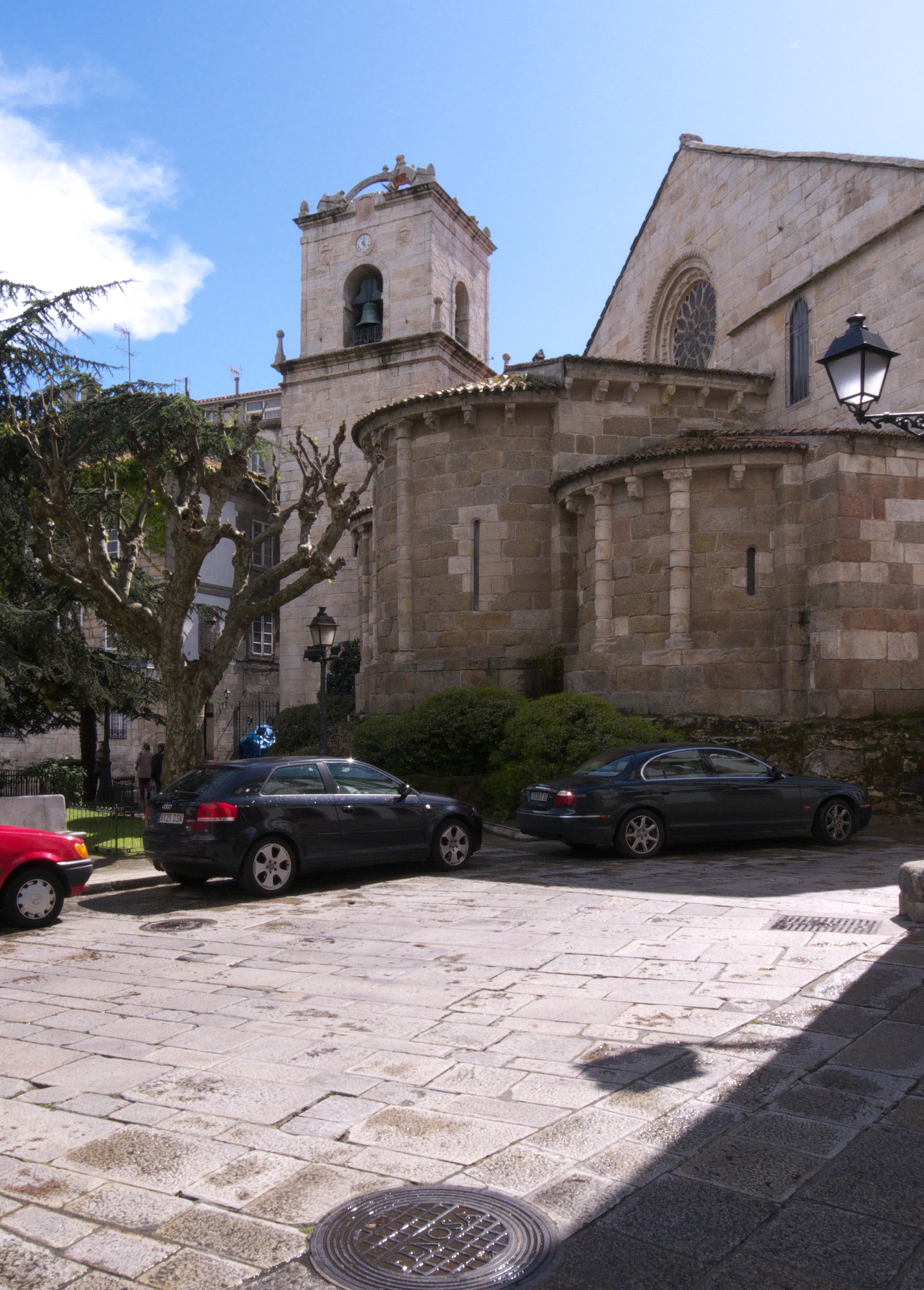
Visione esterna retro della chiesa con la torre campanaria e le absidi romaniche.
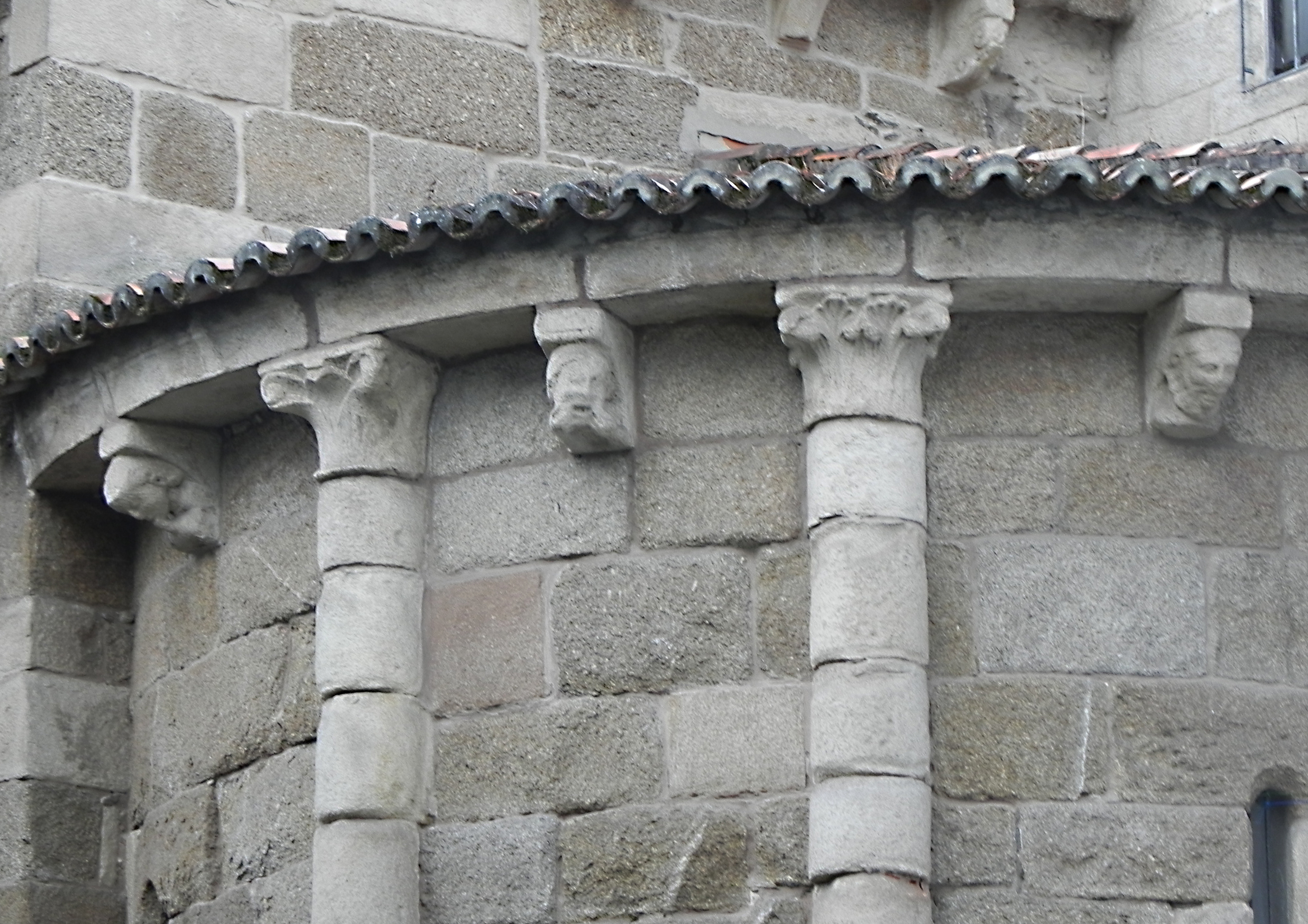
dettaglio esterno delle absidi.

## Interno
1- Ingresso principale

2- Atrio

3- Ingresso a nord

4- Altare maggiore

5- Cappella di San Xosé

6- Cappella del Santuario

7- Madonna della Speranza

8- Torre Campanaria

9- Giardino

10-Navata della chiesa
La chiesa, costruita in granito, si presenta a navata unica caratterizzata alla sua fine da tre absidi, che corrispondono alle tre navate dell'originaria impostazione romanica della chiesa.
Il tetto, a volta a capanna, poggia su tre grandi archi del XIV secolo che nascono da semicolonne a ridosso della pareti laterali caratterizzate queste da capitelli romanici scolpiti con figura mostruose o a motivi floreali. Le pareti in pietra sono caratterizzate dalla presenza di lapidi funerarie, sia internamente che esternamente alla chiesa, da ricollegare probabilmente alle 187 sepolture che vi sono al di sotto del pavimento della chiesa.
A lato destro dell'ingresso principale vi è una grande statua romanica del XIII secolo in pietra colorata che raffigura l'apostolo Santiago e presenta similitudini e caratteristiche stilistiche ad altre due sculture provenienti sempre da questa chiesa e oggi depositate nel Museo del Castello di Sant Antonio della città.
Proseguendo sul lato destro vi è la cappella di San José, caratterizzata nei suoi lati interni dalle sepolture dei suoi fondatori, qui scolpiti in preghiera al di sopra delle rispettive tombe. Nell'arco d'ingresso vi è incisa un'iscrizione con la data della sua edificazione, 1604.

Sopra il medesimo arco vi è l'immagine equestre dell'apostolo Santiago del XVIII secolo, a commemorazione della battaglia di Clavijo, così come sono del medesimo secolo le statue lignee di Santa Teresa e della Madonna del latte.
A fine della navata vi sono le tre absidi.

A destra vi è la Cappella del Santuario, ex sede della Confraternita di San Michele, dove vi sono diverse tombe e immagini, tra cui una Madonna con Bambino gotica del XIV secolo.

L'abside centrale, coperta da una volta a botte sormontata da un quarto di sfera, vi è l'altare maggiore, appoggiato su una base romanica costituita da quattro piedistalli in pietra.

L'altare, in stile neoclassico, è caratterizzato al centro dalla figura di Santiago, in posizione seduta, affiancato in separate nicchie dalle statue di San Giuseppe e San Gioacchino, mentre al di sopra vi è un'ulteriore nicchia, caratterizzata da un timpano curvilineo, che contiene la statua di Maria e Sant'Anna, affiancate a loro volta da una serie di putti svolazzanti tra le nuvole.
In ultimo, nell'abside di sinistra, il più piccolo dei tre, vi è conservata l'immagine della Vergine della Speranza del XVIII secolo.
A fianco dell'ingresso nord della chiesa vi è il pulpito in pietra del XIII secolo.

Singolare costruzione, è caratterizzata da una balaustra decorata da bassorilievi sempre in pietra a motivi jacobeos e floreali, con uno scudo spagnolo ce contiene anche le armi della Galizia.

A sostegno vi è un piedistallo romanico del XII secolo, caratterizzato da quattro sirene che circondano il sostegno centrale e legate tra loro dalle braccia incrociate.
Infine va evidenziata sotto a scala che porta al coro, sostenuta questa da un arco molto basso del XVI secolo, due lapidi sepolcrali istoriate di sacerdoti che originariamente erano nel suolo del presbiterio.

## Galleria d'immagini

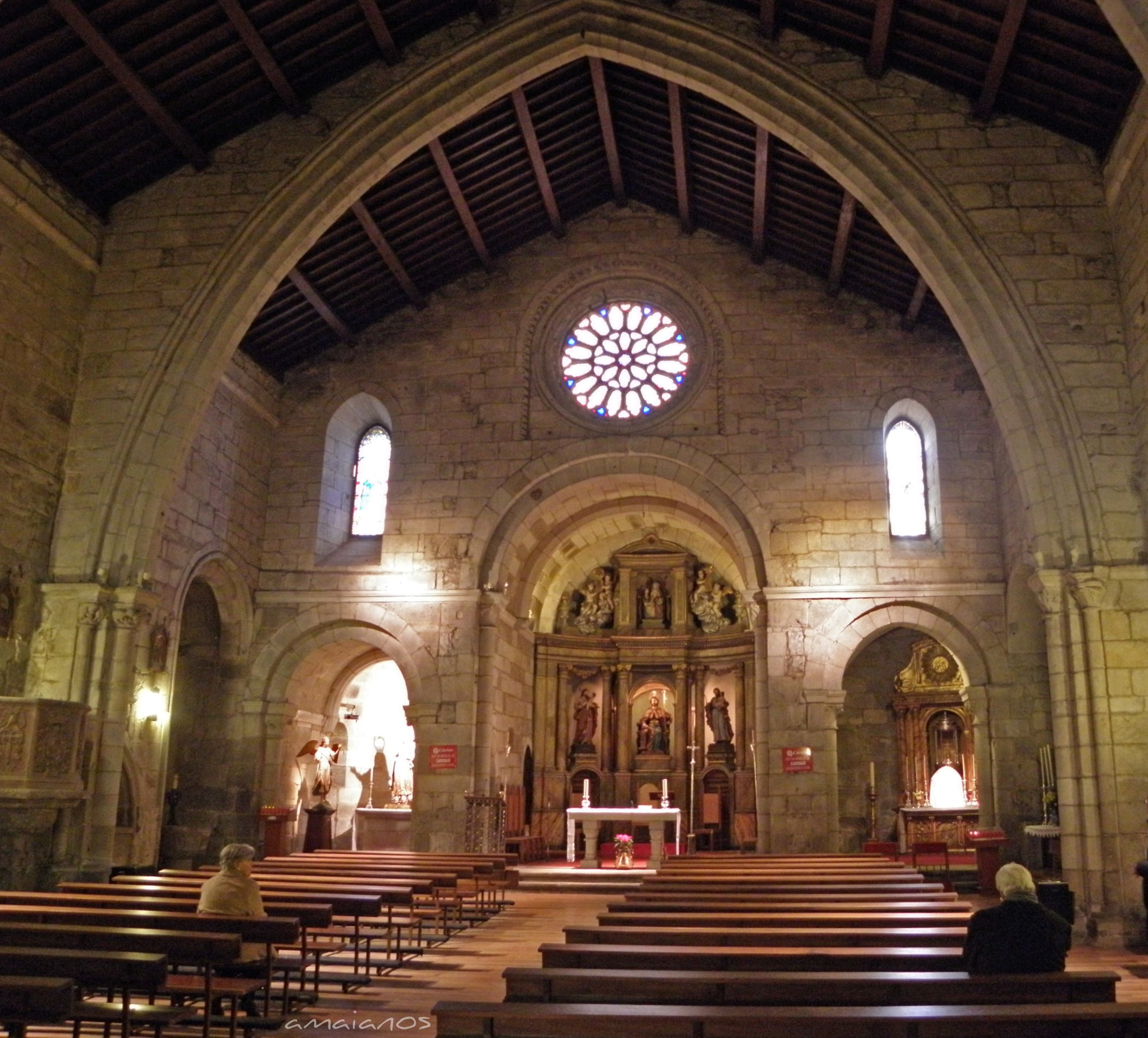
Visione Generale della navata.
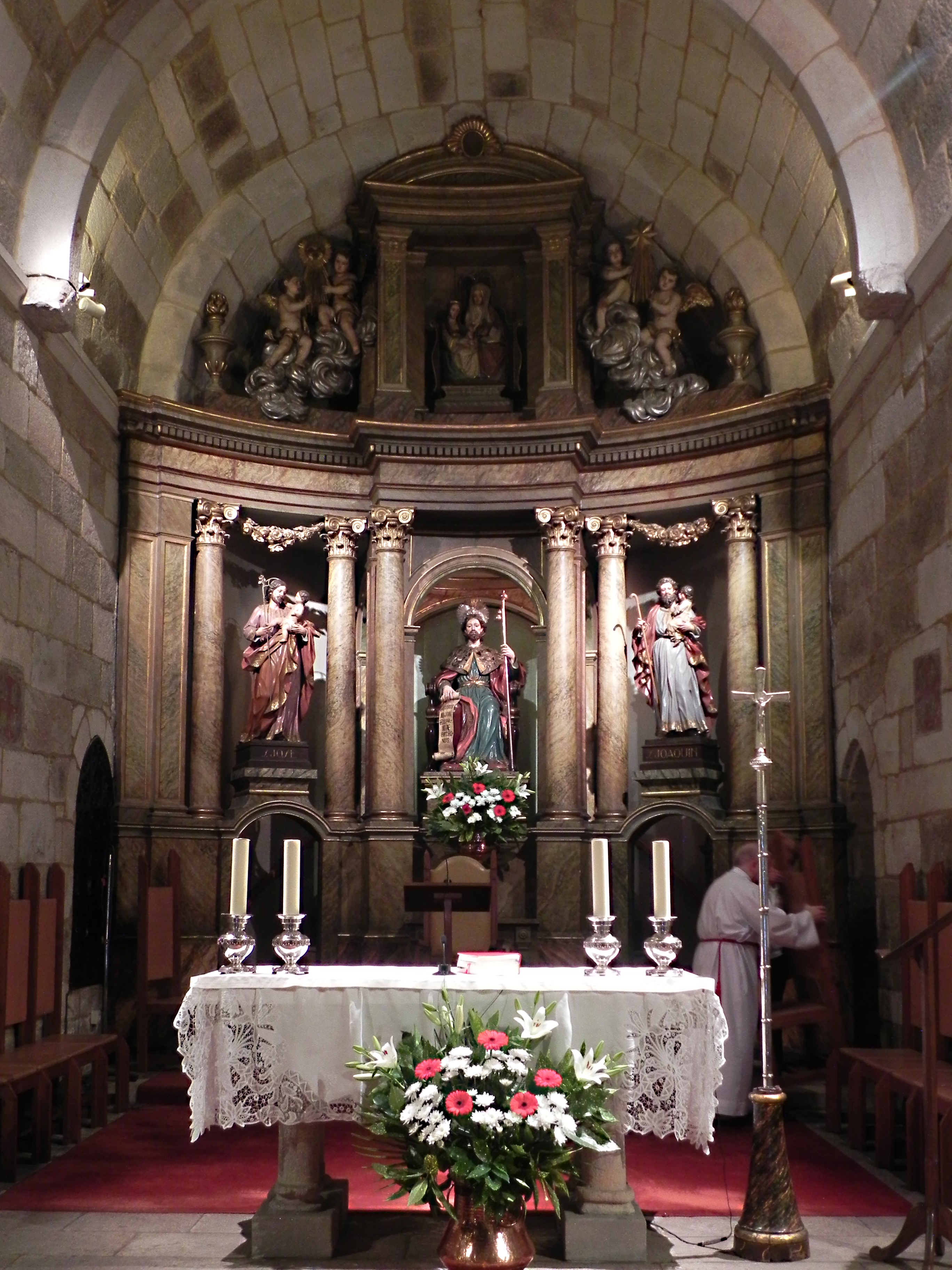
Altare principale nell'abside centrale della chiesa.
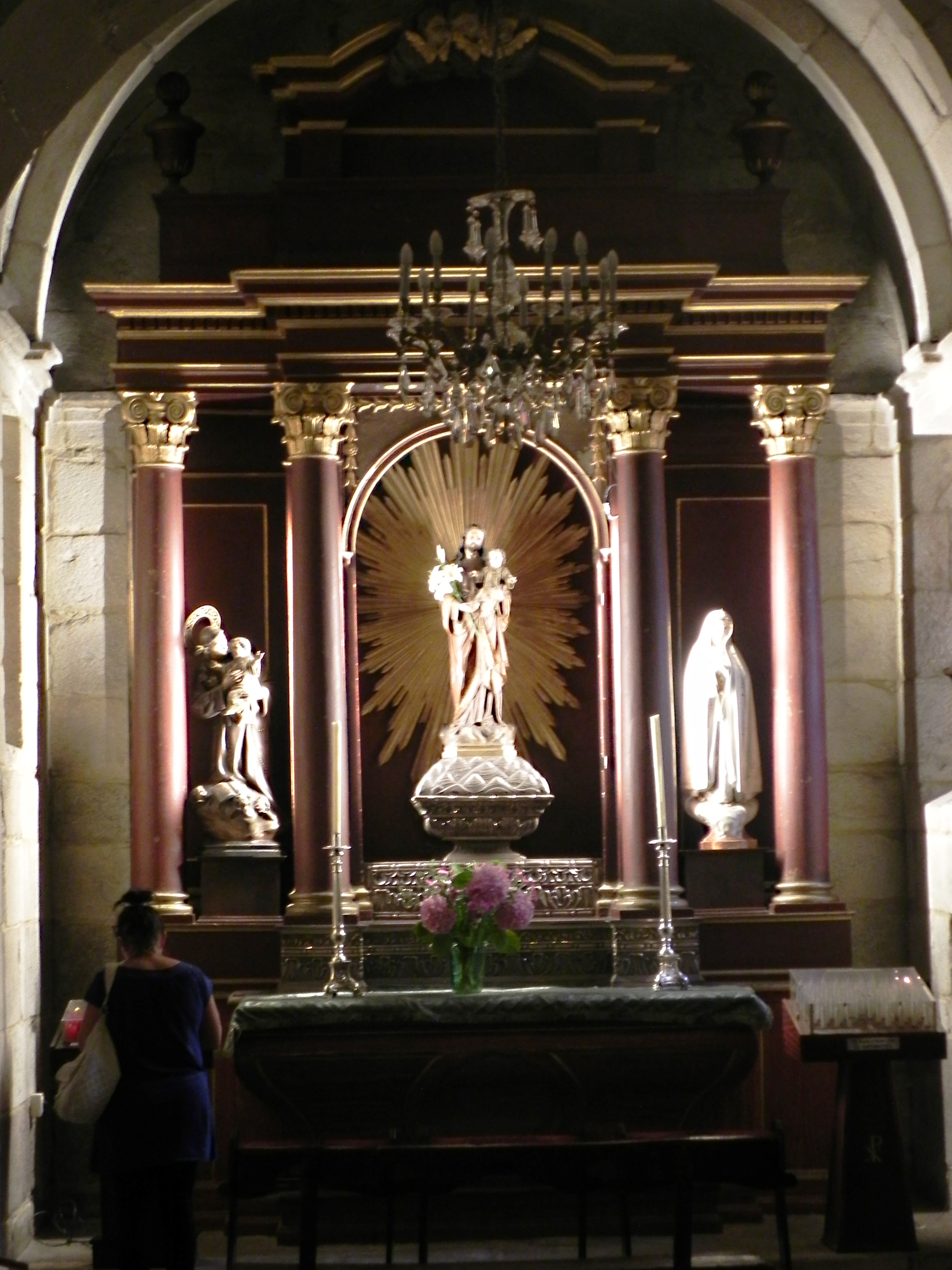
L'altare all'interno della cappella di San Xosé.
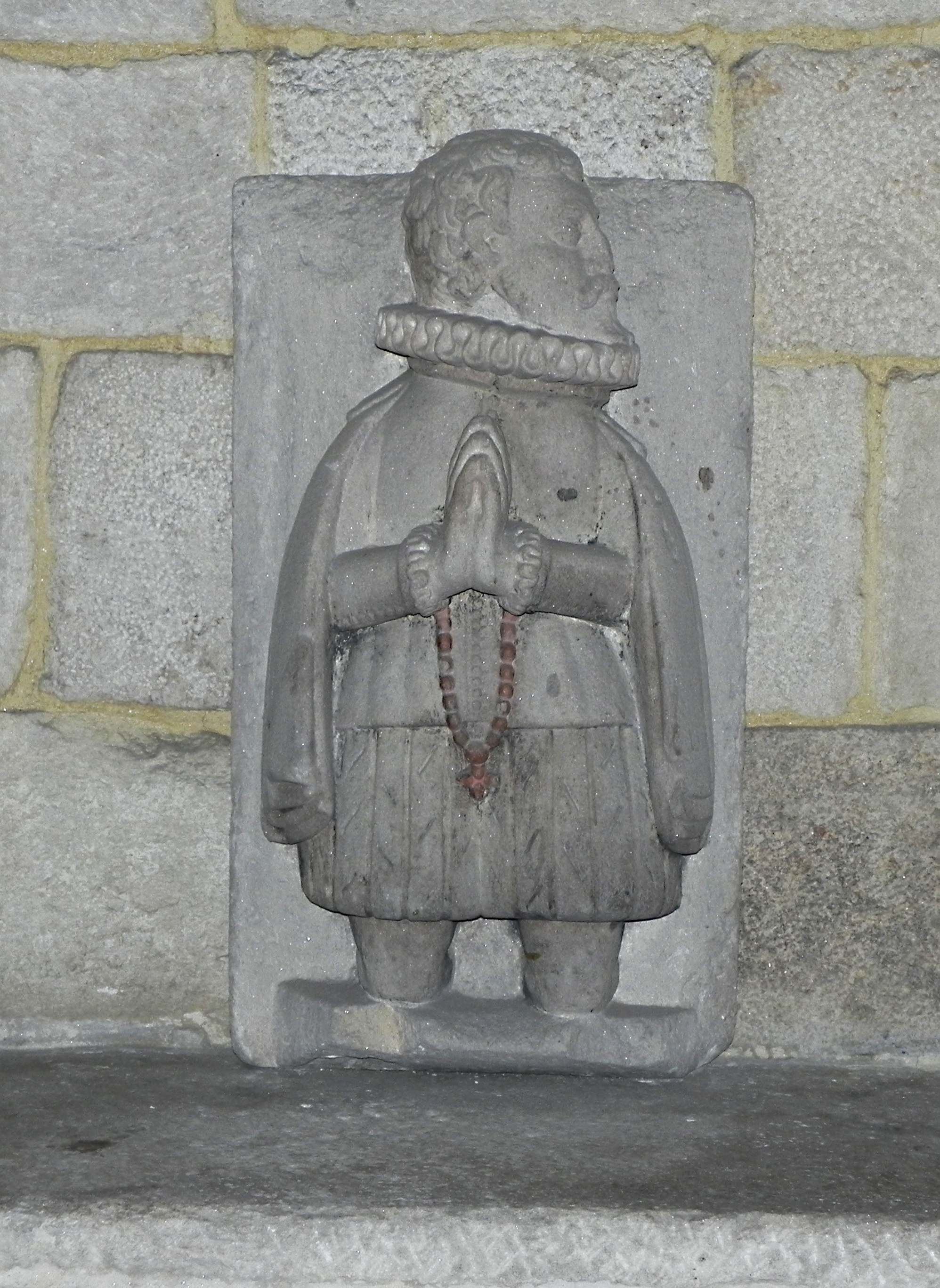
La statua di una delle due tombe dei benefattori della cappella di San Xosé, inserita nella parete di sinistra della medesima cappella.
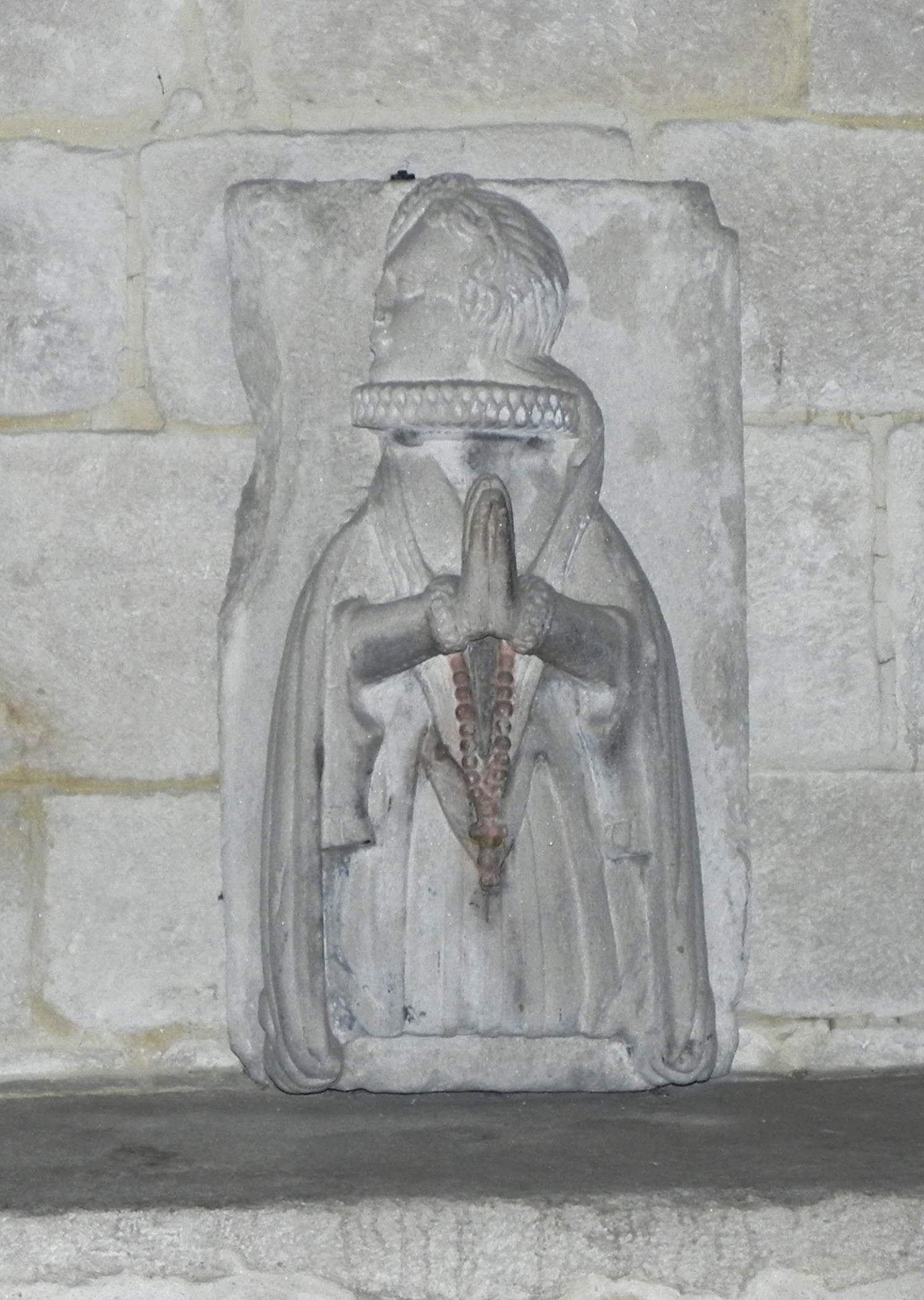
La statua di una delle due tombe dei benefattori della cappella di San Xosé, inserita nella parete di destra della medesima cappella.
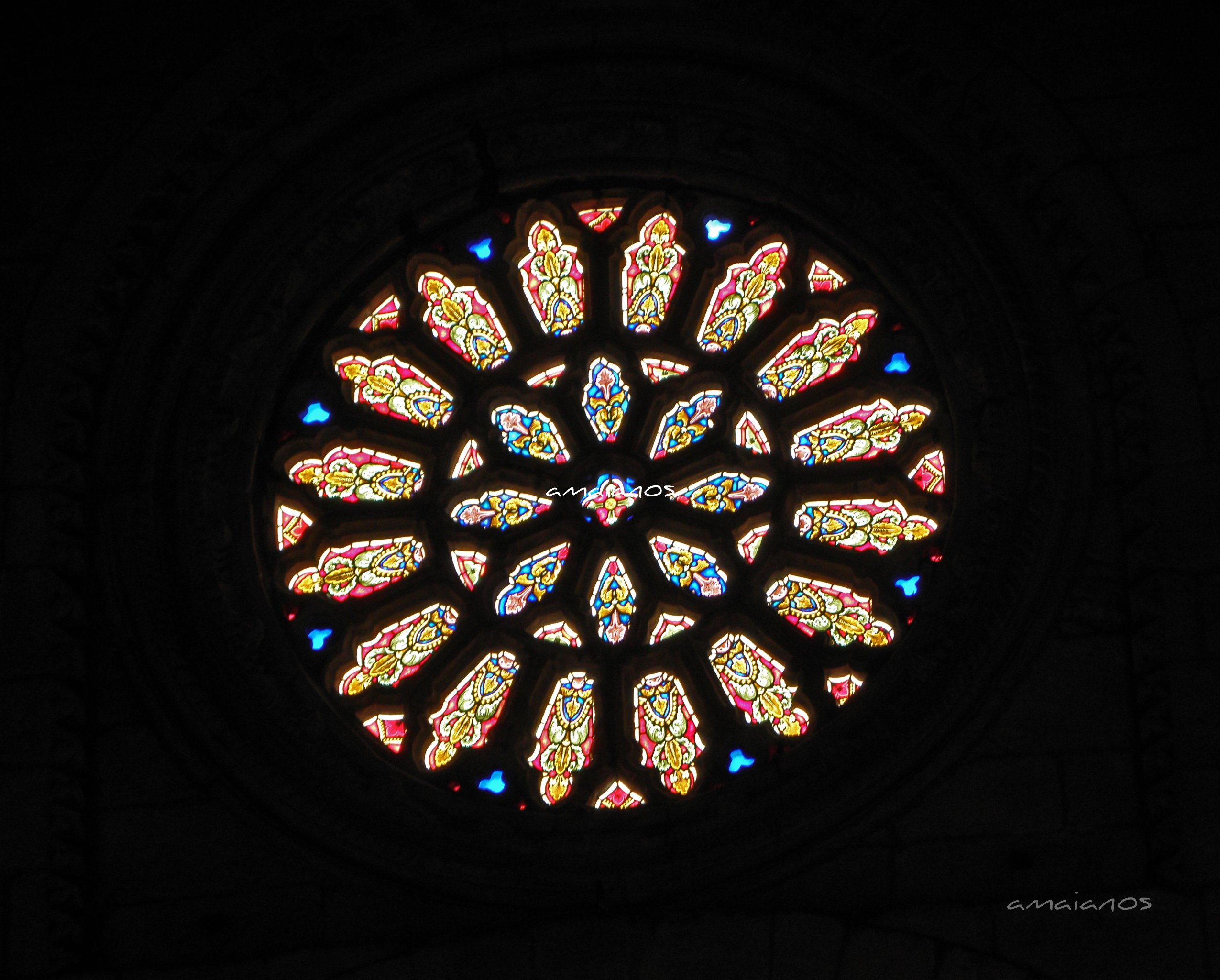
Le vetrate di uno dei due rosoni visti in controluce dall'interno della chiesa.
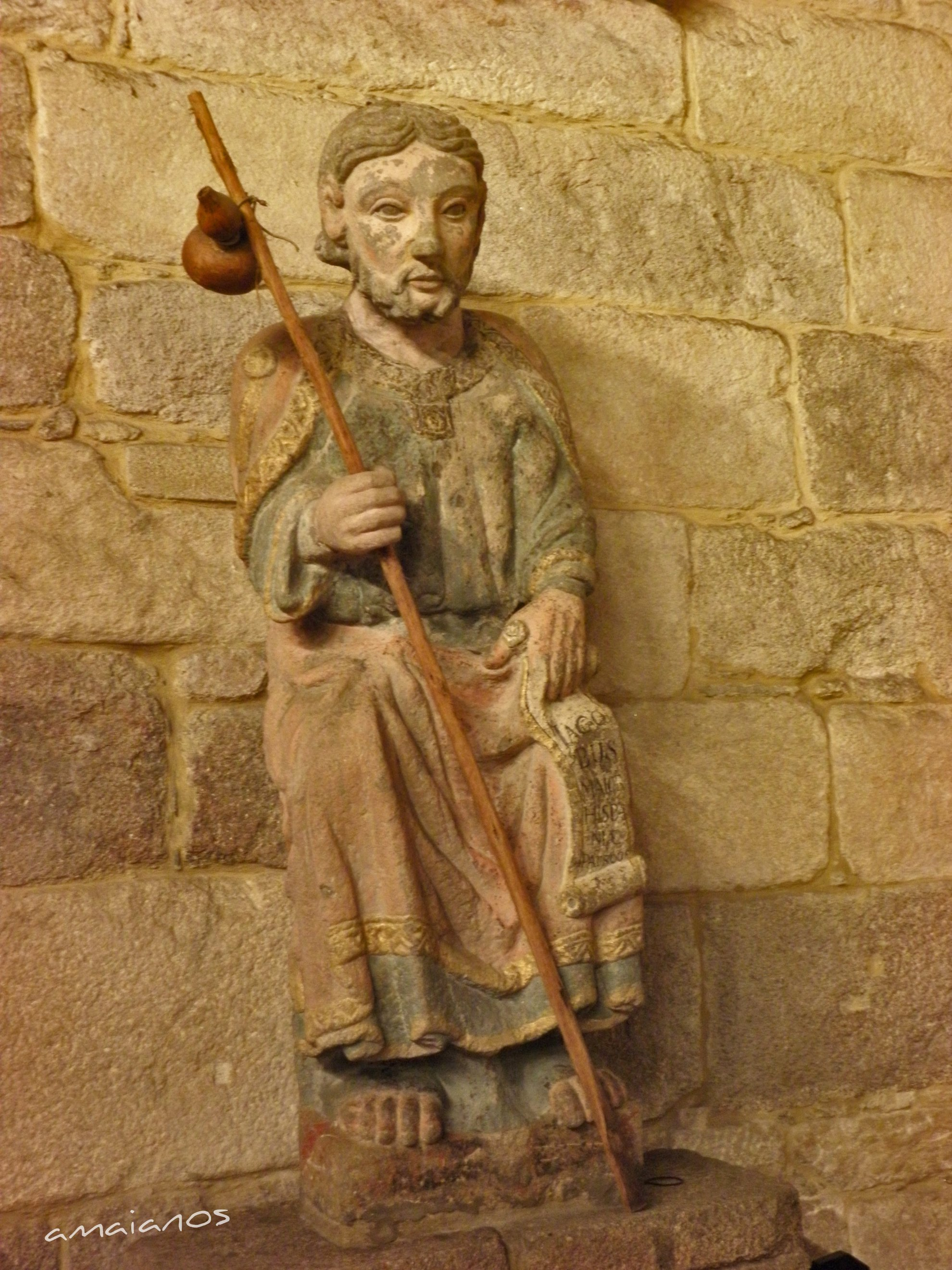
La statua romanica in pietra dipinta di Santiago.
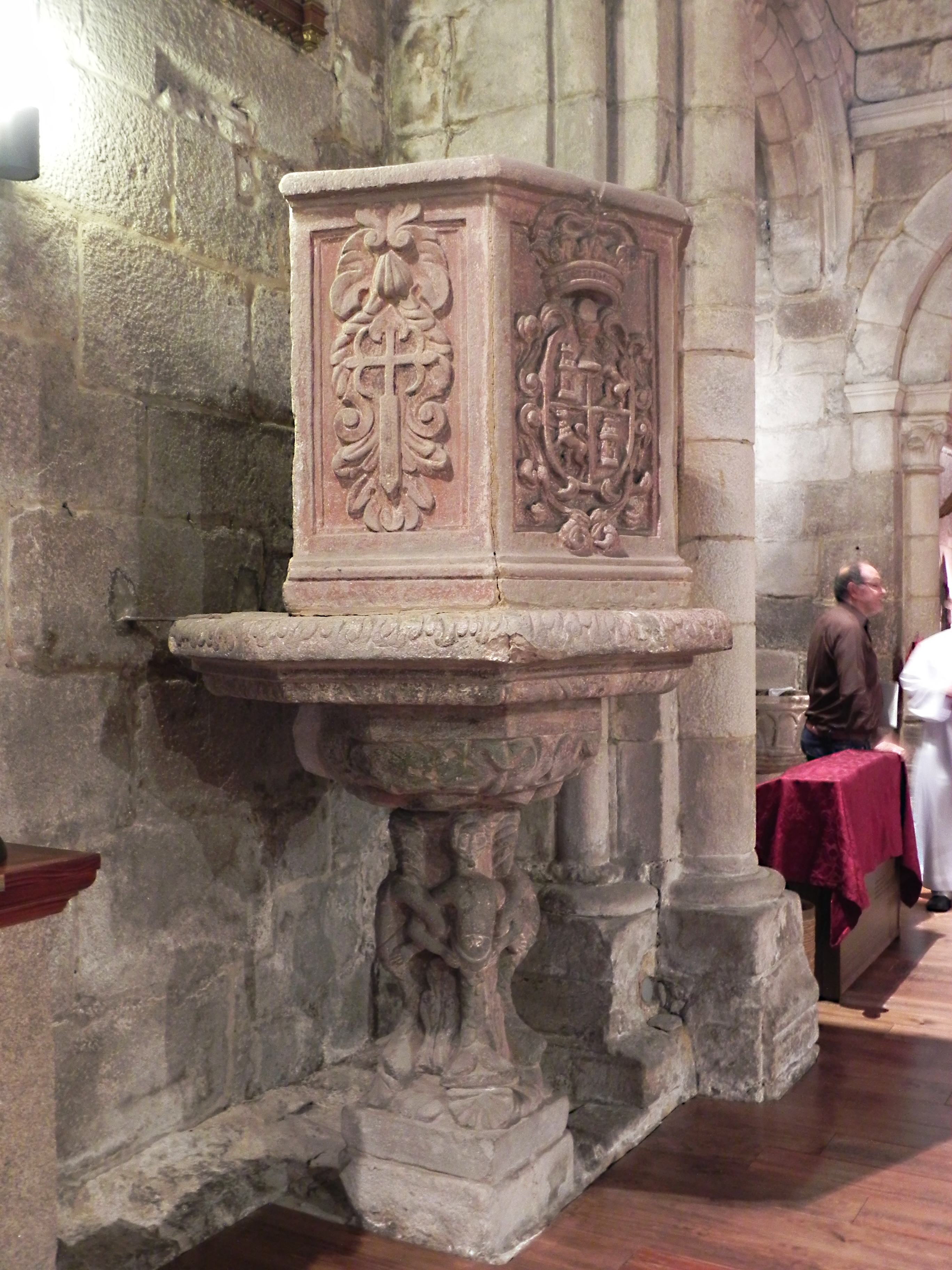
Il pulpito in pietra scolpita a lato dell'ingresso nord.